# Plounévézel
Plounévézel (tiếng Breton: Plonevell) là một xã của tỉnh Finistère, thuộc vùng Bretagne, miền tây bắc Pháp.

## Dân số
Người dân ở Plounévézel được gọi là Plounévézelois.